# オルレアン国際ピアノコンクール
オルレアン国際ピアノコンクール (オルレアンこくさいピアノコンクール、Concours international de piano d'Orléans)は、20世紀と21世紀のための作品だけで争われる国際ピアノコンクール。

## 概要
1994年開始、国際音楽コンクール世界連盟、AAFの両方に加盟している。当初は普通のピアノコンクールの課題曲の中身だけを変えたコンクールであったし、現代音楽専門ではない通常のコンクールの覇者あるいは転戦組も、過去には普通に入賞していた。しかしここ数年急激に出題内容が変わり、2024年の要項はこれまでの国際ピアノコンクールとは全く異なった趣向を持つものである。以下2024年の要求について解説する。
2024年度はヴィデオに依る選考を終えた後、第一次40分、第二次35分、デミファイナル50分、本選グリゼーのVortex TemporumからIだけの抜粋を含めた40分といったこれまでに前例のないものになった。クリーヴランド国際ピアノコンクールやブゾーニ国際ピアノコンクールを模倣して、二期制が取られている。つまり、第一次40分はシカゴ、オルレアン、上海にて行われ、第二次が行われるのはその8ヶ月後である。このため、特に課題曲の量を求められるということはないものの、本選にポール・デュカスのピアノソナタの抜粋を選択できたり、デミファイナルでビル・ホプキンスの音列練習曲を演奏できる。多くの有象無象の国際ピアノコンクールとは完全に切り離された規約である。

## 特徴
大きな改変が持ち込まれたせいで、2026年以降の開催も課題曲は1から作り直される可能性が高く、同じプログラムでまた出場と言ったタイプの演奏家は来れない仕様になっている。
本来は、近代音楽と現代音楽のスペシャリスト・プロパーを求むと言った内容で、過去の優勝者ウィンストン・チョイはジャック・ルノの激賞を受けた。しかしながら、2020年代以降の現代音楽はインターネットなどの電子メディアとは切り離せない内容になってきており、指が早く動き音が美しいと言った従来の音楽コンクールイズムとは完全に逆行した人材が次々と勃興し始めてきている。このために、オルレアン国際ピアノコンクールは、もう現代音楽の古典を出題するコンクールとして存在し、特段に現代音楽及び実験音楽のスペシャリストが上位に入賞できるとは、全く限らなくなってきている。
多くの国際ピアノコンクールは特段現代音楽を専門とする人材ではなくても優勝でき、現代曲の比重をかなりの国際ピアノコンクールが減らしつつある中、これは反骨のコンクールである。新作委嘱も当然のように続いており、このオルレアン国際ピアノコンクールのための国際ピアノ作品作曲コンクールも併設されている。
2014年以降、本選が協奏曲ではないため、ヴィルトゥオーゾ志向のピアニストは来なくなった。しかし、ヴィルトゥオーゾに何時でもなれる人材は大挙して押し寄せており、コンクール入賞後もクセナキスやシュトックハウゼンのCDをリリースできるピアニストが育っている。
規約がブゾーニ国際ピアノコンクールとかぶることから、ブゾーニ国際ピアノコンクールのための作曲された作品をここで演奏しても良いことになっている。このような「レパートリー・シェアリング」といった概念も珍しい。
大量に特別賞が出されることで知られている。

## 過去の優勝者
- 1994年 浦壁信二
- 1996年 Fabio Grasso
- 1998年 Toros Can
- 2000年 該当者なし
- 2002年 ウィンストン・チョイ
- 2004年 該当者なし
- 2006年 Wilhem Latchoumia
- 2008年 Florence Cioccolani
- 2010年 Christopher Falzone
- 2012年 Christopher Guzman
- 2014年 Imri Talgam
- 2016年 Takuya Otaki
- 2018年 Maroussia Gentet
- 2020年 Mikhail Bouzine
- 2022年 Lorenzo Soules-Aguilar